# 望洋殺機
《望洋殺機》是一部以澳門为背景的動作電影，趙偉雄執導。主要演員有伽納、KAVH和施連奴。

## 故事簡介
故事的主人榆曾經有段情，過去他是台灣黑道頭目的保鑣，這讓他過著危機四伏的日子，到現在又想重操舊業，在離開前打算與曾經蜜運的Sadon見最後一面，卻歪打正著地捲入了一場黑道與夜店的明爭暗鬥中，還掌握了其中的重要物件卻懵然不知，連串殺機之下，榆與Sadon兩人重新認識，重投愛海。
最後江湖恩怨還是江湖了。榆雖然錯過了和Sadon會合的時間，但小別勝新婚為他們這趟旅程畫上句點。

## 名字由來
電影中文名《望洋殺機》當中的「望洋」源自一條真實存在的街名-東望洋新街，此街處半山之中，環澳門世遺景點之一「東望洋燈塔」所在的松山，附近唐樓林立、橫街窄巷，前有富葡國風情的加思欄花園，後有上世紀80年代開業的皇都酒店，可登山頂醫院，也是開片第一場景，而殺機正正是形容男主角在這條街所遭遇的殺人事件。
外文名《Sleepless town》，意即「不夜城」，迎合了人們對澳門這個城市的印像，並且與全片幾乎都在晚間的設定暗合。

## 影片元素
	糾纏的男女關係
男女主角間人性的糾結。故事中多處表現一種逝去年月的情素，雙方對承諾的無力感，不言而喻的情節點，並主導該影片情緒方向和主題。
	逝去的江湖、時代更替
故事更著筆墨去描寫那些追隨時代變改和固守傳統的人。影片中兩大勢力的明爭暗鬥，便是映射這種時代新舊交替，也暗合影片主題。
	武打動作
緊張的情節、華實的動作武打便是該片的主題載具，在主角兩人情感發展的同時，他們必須面對重重殺機，不乏過關式的對戰、氣氛凝重的翻牌情節、迎合主題且性格突出的支線人物。

## 參看
- 澳門電影